# حزب إرادة
حزب الإرادة Eradah  هو حزب سياسي أردني. اعتبارًا من عام 2024، أصبح ثالث أكبر حزب في مجلس النواب. يزعم حزب الإرادة أنه حزب وسطي. ويدعو إلى اقتصاد السوق الاجتماعي. 

## افكار الحزب
يزعم حزب الإرادة أنه حزب وسطي. يدعو الحزب إلى اقتصاد السوق الاجتماعي، مدعياً أن "هذا النظام الاقتصادي والاجتماعي يوفر الحرية للأفراد والملكية الخاصة لوسائل الإنتاج والشركات، لكنه يدعو إلى تقييدها بضوابط حكومية؛ لتحقيق المنافسة العادلة، بالإضافة إلى وضع معايير لظروف العمل، والحفاظ على حق كل من أصحاب العمل والعمال، وتوفير الخدمات الاجتماعية للوصول إلى الرعاية الاجتماعية لجميع الأفراد من قبل الدولة، مما يضمن تحقيق التوازن بين معدل مرتفع من النمو الاقتصادي، وخفض التضخم، وخفض معدلات البطالة".
يؤيد الحزب الحفاظ على البيئة، حيث عارض تعديل النظام الضريبي في الأردن وزعم أنه "يخفض الضرائب على سيارات البنزين ويزيدها تدريجياً على السيارات الكهربائية"، وزعم أن التعديل هو "تراجع غير مبرر عن الاتجاهات الاقتصادية العالمية والوطنية نحو دعم الاستدامة البيئية والابتكار في مجال النقل والطاقة".